# Gigantopterus
Gigantopterus is een geslacht van uitgestorven straalvinnige beenvissen dat leefde tijdens het Carnien van het Laat-Trias.
Het fossiel werd door de Bergverwalter Josef Haberfelner veiliggesteld na een vondst in een steengroeve nabij Polzberg bei Lunz in een laag van de Reingrabener Schiefer-formatie.
De typesoort Gigantopterus telleri werd in 1906 benoemd door Othenio Abel. De geslachtsnaam betekent 'gigantische vin', een verwijzing naar de reusachtige borstvinnen. De soortaanduiding eert de Bergrat en Chefgeologe Friedrich Teller.
Abel schatte de totale lichaamslengte, inclusief de gevorkte staart, op 185,5 millimeter. De puntige borstvinnen zijn acht centimeter lang.
Al in de negentiende eeuw was men tot de overtuiging gekomen dat zulke fossiele vormen een levenswijze bezeten moesten hebben gelijk aan de huidige vliegende vissen. Abel, een van de grondleggers van de paleobiologie, besefte terdege dat ze niet aan elkaar verwant waren. Hij concludeerde dat zulke vormen met lange puntige vinnen pelagisch, dus op open zee, in een proces van convergente evolutie geëvolueerd moesten zijn. De borstvinnen zou het doel hebben gehad door een korte vlucht boven water aan roofvissen te ontsnappen. Omdat de borstvinnen relatief groter waren dan bij moderne vormen zou het vermogen tot 'vliegen' daaraan superieur zijn geweest.